# 喇英
梁居英（藝名：喇英）（英語：La-Ying，10月31日—），香港男藝人、導演。

## 簡介
喇英畢業於九龍華仁書院，後在香港大學工程學士及到美國紐約修讀音樂及舞蹈，回港與袁駿傑、何浩文和楊尚斌在2008年組成男子跳唱組合Bro5，為樂團團長，編排舞蹈，監製音樂，並負責曲詞創作及音樂製作，組合於2013年解散。

## 電影
| 年份   | 電影             | 備註 |
| 2011年 | 《熱浪球愛戰》   |      |
| 2012年 | 《喜愛夜蒲2》    |      |
| 2012年 | 《少年英雄系列》 |      |
| 2012年 | 《男人如衣服》   |      |
| 2013年 | 《第一次不是你》 |      |
| 2013年 | 《激戰》         |      |